# Lagtävlingen i dressyr i ridsport vid olympiska sommarspelen 1980
Lagtävlingen i dressyr i ridsport vid olympiska sommarspelen 1980 var en av sex ridsportgrenar som avgjordes under de olympiska sommarspelen 1980. 

## Medaljörer
| Event | Guld                                                     | Silver                                                    | Brons                                                 |
| Lag   | Sovjetunionen Juri Kovsjov Viktor Ugriumov Vera Misevitj | Bulgarien Guergui Gadjev Svetoslav Ivanov Petar Mandajiev | Rumänien Anghelache Donescu Petr Rosca Dumitru Velicu |

## Resultat
| Placering | Nation        | Poäng |
| 1         | Sovjetunionen | 4,383 |
| 2         | Bulgarien     | 3,580 |
| 3         | Rumänien      | 3,346 |
| 4         | Polen         | 2,945 |